# BOOK CULTURE CLUB
BOOK CULTURE CLUBは、東京・吉祥寺を拠点にシェア型書店 BOOK MANSION・無人古書店 BOOK ROAD・ブックカフェ BOOK CAFE TERMINAL・ZINE専門店であり日本各地でZINEの即売会を主催する ZINE FARM TOKYO ・ZINEや本に関するイベント BOOK TERMINAL MARKET を運営する団体。

## ZINEフェスティバル
2020年11月、BOOK CULTURE CLUB が運営するブックマンションに客として来た武蔵野美術大学の学生が、5冊のZINEを代表の中西功に見せ、その学生の熱意に感化された中西が開催を思い立った

。
以後、ZINE専門店 ZINE FARM TOKYO の活動の一部として「吉祥寺ZINEフェスティバル」を2021年11月20日に開催し、以後全国各地でZINEの即売会を運営している。
吉祥寺パルコ屋上やMIYASHITA PARK屋上など屋外での開催で開催するため雨天順延となることもある。

### 開催データ
| イベント名                          | 開催日              | 会場                           | 入場料                             | 出店数          | 来場人数 |
| ----------------------------------- | ------------------- | ------------------------------ | ---------------------------------- | --------------- | -------- |
| 吉祥寺ZINEフェスティバル            | 2021年3月27日       | 吉祥寺パルコ屋上               | 100円                              | 80              | 1192名   |
| 第2回吉祥寺ZINEフェスティバル(中止) | 2021年7月17日       | 吉祥寺パルコ屋上               | 100円                              | -               |          |
| 第2回吉祥寺ZINEフェスティバル       | 2021年11月20日      | 吉祥寺パルコ屋上               | 100円                              | 80              | 不明     |
| 第3回吉祥寺ZINEフェスティバル       | 2022年3月19日       | 吉祥寺パルコ屋上               | 100円                              | 70              | 不明     |
| 第4回吉祥寺ZINEフェスティバル       | 2022年11月12日      | 吉祥寺パルコ屋上               | 100円(1回のみ入場) 150円(出入自由) | 92              | 不明     |
| 第5回吉祥寺ZINEフェスティバル       | 2022年12月17日      | 武蔵野公会堂                   | 100円(1回のみ入場) 150円(出入自由) | 68              | 不明     |
| 第6回吉祥寺ZINEフェスティバル(中止) | 2023年3月25日       | 吉祥寺パルコ屋上               | 100円(1回のみ入場) 150円(出入自由) | -               | -        |
| 第6回吉祥寺ZINEフェスティバル       | 2023年5月13日・14日 | 吉祥寺パルコ地下1階            | 無料                               | 1日目33 2日目42 | 不明     |
| 第7回吉祥寺ZINEフェスティバル       | 2023年6月3日・4日   | 吉祥寺パルコ屋上               | 無料                               | 1日目33 2日目39 | 不明     |
| ZINEフェス埼玉                      | 2023年8月19日       | 浦和パルコ4階                  | 無料                               | 59              | 不明     |
| 吉祥寺ZINEフェスティバル            | 2023年10月7日       | 武蔵野公会堂                   | 100円                              | 102             | 不明     |
| 吉祥寺ZINEフェスティバル            | 2023年10月28日      | 吉祥寺パルコ屋上               | 100円                              | 94              | 不明     |
| ZINEフェス長野                      | 2023年11月26日      | まつもと市民芸術館スタジオ２   | 300円                              | 15              | 不明     |
| クリスマスブックマーケット          | 2023年12月23日      | 吉祥寺パルコ屋上               | 150円                              | 15              | 不明     |
| ZINEマルシェ奈良                    | 2024年1月21日       | 奈良公園バスターミナル東棟1階  | 無料                               | 約15            | 不明     |
| ZINEフェス埼玉                      | 2024年2月3日        | 浦和パルコ4階                  | 無料                               | 約50組          | 不明     |
| ZINEフェスティバルまつど            | 2024年3月2日        | 松戸市文化ホール               | 無料                               | 50              | 不明     |
| 吉祥寺ZINEフェスティバル            | 2024年3月24日       | 吉祥寺パルコ屋上               | 150円                              | 約150           | 不明     |
| ZINEフェス沖縄(延期)                | 2024年4月6日        | 第一牧志公設市場3階            | 無料                               | 10              | 不明     |
| ZINEとTシャツ                       | 2024年4月20日・21日 | 広島パルコ6FPARCOFACTORY       | 無料                               | 20              | 不明     |
| ZINEフェス大磯                      | 2024年5月19日       | Post-CoWork                    | 無料                               | 27              | 不明     |
| 吉祥寺ZINEフェスティバル            | 2024年4月13日       | 吉祥寺パルコ屋上               | 150円                              | 不明            | 不明     |
| ZINEフェス静岡                      | 2024年6月22日       | 静岡パルコ前紺屋町名店街       | 無料                               | 不明            | 不明     |
| ZINEフェス浅草                      | 2024年6月23日       | 東京都立産業貿易センター台東館 | 300円                              | 150前後         | 不明     |
| ZINEフェス埼玉                      | 2024年8月17日       | 浦和パルコ4階                  | 無料                               | 約75            | 不明     |
| 吉祥寺ZINEフェスティバル            | 2024年9月21日       | 武蔵野公会堂                   | 300円                              | -               | -        |
| ZINEPARK渋谷                        | 2024年10月12日      | MIYASHITA PARK4階              | 無料                               | 130前後         | -        |
| ZINEフェス静岡                      | 2024年10月26日      | 静岡パルコ前紺屋町名店街       | 無料                               | -               | -        |
| 吉祥寺ZINEフェスティバル            | 2024年11月2日       | 吉祥寺パルコ屋上               | 300円                              | 想定120前後     | -        |
| ZINEフェス岐阜                      | 2024年12月1日       | 宝玉会館                       | 無料                               | 想定35          | -        |
| ZINEFEST東京                        | 2025年1月11日       | 東京都立産業貿易センター台東館 | 500円(事前) 700円(当日)            | 最大500         | -        |